# 職業訓練指導員 (化学分析科)
職業訓練指導員 (化学分析科)（しょくぎょうくんれんしどういん かがくぶんせきか）は、職業訓練指導員免許のうちの1つ。厚生労働省管轄。

## 受験資格
- 職業訓練指導員免許の受験資格と試験免除を参照。1級または2級化学分析技能士の保有者は、実務経験不要で、1級合格者は実技と関連学科が免除され、2級合格者は実技が免除される。

## 試験科目
学科試験
1. 指導方法（職業訓練原理、教科指導法、訓練生の心理、生活指導及び職業訓練関係法規）
2. 関連学科
  1. 系基礎学科
    1. 化学（無機化学、有機化学、物理化学）
    2. 分析化学（分析化学）
    3. 安全衛生（安全管理、衛生管理）

  2. 専攻学科
    1. 化学工業（工業化学、化学工学）
    2. 化学分析法（重量分析法、容量分析法、定性分析法、機器分析法）

実技試験
1. 化学分析